# Hawleyita
La hawleyita és un mineral de la classe dels sulfurs que pertany al grup de la esfalerita. Va ser descoberta l'any 1955 a la mina Hector-Calumet (Yukon, Canadà). Rep el seu nom en honor del professor de mineralogia de la Universitat de Queen James Edwin Hawley (1897 – 1965), especialista en dipòsits minerals de sulfur.

## Característiques
La hawleyita és químicament sulfur de cadmi, CdS. Cristal·litza en el sistema isomètric. Forma recobriments polsosos de gra molt fi. La seva duresa a l'escala de Mohs és de 2,5 a 3.
Segons la classificació de Nickel-Strunz, la hawleyita pertany a «02.CB - Sulfurs metàl·lics, M:S = 1:1 (i similars), amb Zn, Fe, Cu, Ag, etc.» juntament amb els següents minerals: coloradoïta, metacinabri, polhemusita, sakuraiïta, esfalerita, stil·leïta, tiemannita, rudashevskyita, calcopirita, eskebornita, gal·lita, haycockita, lenaïta, mooihoekita, putoranita, roquesita, talnakhita, laforêtita, černýita, ferrokesterita, hocartita, idaïta, kesterita, kuramita, mohita, pirquitasita, estannita, stannoidita, velikita, chatkalita, mawsonita, colusita, germanita, germanocolusita, nekrasovita, stibiocolusita, ovamboïta, maikainita, hemusita, kiddcreekita, polkovicita, renierita, vinciennita, morozeviczita, catamarcaïta, lautita, cadmoselita, greenockita, wurtzita, rambergita, buseckita, cubanita, isocubanita, picotpaulita, raguinita, argentopirita, sternbergita, sulvanita, vulcanita, empressita i muthmannita.

## Formació i jaciments
Probablement la hawleyita és un mineral d'origen secundari, dipositat de l'aigua meteòrica que s'introdueix en les cavitats i les fractures d'esfalerita i siderita. També s'ha trobat associada amb greenockita, de la qual és el dimorf.
Al Canadà, a més de l'indret on va ser descoberta, també s'ha trobat hawleyita a Ontario i Manitoba. Altres països on hi ha jaciments de hawleyita són: Alemanya, Austràlia, Àustria, Bèlgica, els Estats Units, França, Grècia, Hongria, l'Índia, Iran, Irlanda, Itàlia, el Japó, Mèxic, Nova Zelanda Noruega, el Regne Unit, la República Txeca, Romania, Rússia, Suïssa, el Tadjikistan, Xile, la Xina. A Espanya s'ha trobat hawleyita a la pedrera Los Blancos, a La Unión (Múrcia).